# 12 Девы
12 Девы (лат. 12 Virginis), HD 106251 — одиночная звезда в созвездии Девы на расстоянии приблизительно 166 световых лет (около 51 парсек) от Солнца. Визуальная звёздная величина звезды — +5,829m. Возраст звезды определён как около 630 млн лет.

## Характеристики
12 Девы — белая Am-звезда спектрального класса A2m, или A2, или A2-F2, или kA3hF2mF2, или A3m. Масса — около 1,677 солнечной, радиус — около 1,845 солнечного, светимость — около 9,36 солнечной. Эффективная температура — около 7560 K.

## Планетная система
В 2019 году учёными, анализирующими данные проектов Hipparcos и Gaia, у звезды обнаружена планета HIP 59608 b.